# Đảo Sơn Dương
Đảo Sơn Dương hay Hòn Sơn Dương là là một hòn đảo nhỏ thuộc xã Kỳ Lợi, thị xã Kỳ Anh, tỉnh Hà Tĩnh, Việt Nam.

## Vị trí
Đảo Sơn Dương có diện tích khoảng hơn 1 km². Nằm cách đất liền gần 4 hải lý. Đảo được ví như một "con mắt thần" giữa biển khơi. Án ngữ cửa ngõ ra vào cảng Vũng Áng. Án ngữ cửa ngõ ra vào cảng Vũng Áng, đảo Sơn Dương có vị trí chiến lược về quốc phòng, an ninh, là chốt chặn quan trọng trên biển để bảo đảm an ninh, an toàn cho tàu thuyền ra vào cảng Vũng Áng, cho hoạt động đánh bắt của ngư dân trên biển.

## Điều kiện tự nhiên
Đây là một hòn đảo đẹp, hoang sơ cùng với nhiều hệ thống hang động và dốc đá tai mèo được phủ kín bởi một màu xanh của các loài cây. 

## Khí hậu
Sơn Dương là nơi hết sức khắc nghiệt, đảo chỉ có một cái giếng đào duy nhất, giếng này chỉ cho phép sử dụng vào mùa mưa còn mùa hè thì hầu như khô cạn. Hiện tại đảo đã được đầu tư xây dựng một bể chứa nước mưa 150 m³. Lượng nước này chưa thể coi là tạm đủ cho sinh hoạt vào mùa hè. Trung bình hằng năm, liên tục sáu tháng mùa khô không hề có lấy một hạt mưa. Khí trời hầm hập, nhiệt độ thường ở vào khoảng 38° - 40°. Mùa mưa dễ bị tác động bởi các cơn bão và áp thấp nhiệt đới.

## Hoạt động trên đảo
Trước kia, Sơn Dương chỉ là một hòn đảo hoang vắng. Không người sinh sống.
Năm 1972 trong Chiến tranh Việt Nam ác liệt, một Trung đội pháo của Ban chỉ huy quân sự huyện Kỳ Anh được cử ra đảo để ngăn chặn các cuộc tập kích từ xa của máy bay và tàu chiến của Quân đội Hoa Kỳ.
Đến nay, đơn vị quân đội trên đảo đã phát triển thành Đại đội. Thực hiện nhiệm vụ thường xuyên tuần tra canh gác đảo và vùng biển quanh đảo. Vẫn không có dân định cư trên đảo.
Ngư dân làm nghề đánh cá, mỗi khi có mưa, bão. Bà con ngư dân thường vào đảo tránh trú.

## Tiềm năng
Vùng biển quanh khu vực đảo Sơn Dương cũng được đánh giá là có độ sâu lý tưởng, môi trường nước sạch, phù hợp cho nuôi trồng thủy sản, phát triển du lịch, và đây cũng là một trong những trọng điểm để phát triển kinh tế biển.